# Jean Alès
Jean Marius Alès est homme politique français né le 22 janvier 1870 à Fabrègues et mort le 10 février 1954 à Lansargues, dans l'Hérault.

## Biographie
Après avoir servi dans l'armée pendant la Première Guerre mondiale, ce vétérinaire s'investit dans l'organisation des caves coopératives du Midi, des mutuelles agricoles et en faveur des conditions de vie des vignerons du Languedoc, sans se désintéresser de ses fonctions de vétérinaires puisqu'il publie de nombreux articles dans des revues spécialisées sur la question.
Adhérent du Parti radical-socialiste, il devient maire de Lansargues puis conseiller général de Mauguio, avant de se présenter aux élections législatives de 1928. Élu, puis réélu au premier tour de scrutin quatre ans plus tard, il s'investit pleinement dans son mandat de député, toujours en faveur de l'organisation des structures agricoles françaises et de la défense des viticulteurs du Midi.
Battu en 1936 par le candidat socialiste SFIO Moïse Majurel, il reprend ses activités locales jusqu'à son décès qui survient en 1954, dans sa 85e année.
Jean Alès a été fait chevalier de la Légion d'honneur le 26 juin 1924.

## Sources
- « Jean Alès », dans le Dictionnaire des parlementaires français (1889-1940), sous la direction de Jean Jolly, PUF, 1960 [détail de l’édition]
- Base Léonore